# Sattenapalle
Sattenapalle là một thành phố và khu đô thị của huyện Guntur thuộc bang Andhra Pradesh, Ấn Độ.

## Địa lý
Sattenapalle có vị trí 16°24′B 80°11′Đ / 16,4°B 80,18°Đ Nó có độ cao trung bình là 71 mét (232 feet).

## Nhân khẩu
Theo điều tra dân số năm 2001 của Ấn Độ, Sattenapalle có dân số 51.350 người. Phái nam chiếm 50% tổng số dân và phái nữ chiếm 50%. Sattenapalle có tỷ lệ 60% biết đọc biết viết, cao hơn tỷ lệ trung bình toàn quốc là 59,5%: tỷ lệ cho phái nam là 68%, và tỷ lệ cho phái nữ là 52%. Tại Sattenapalle, 12% dân số nhỏ hơn 6 tuổi.